# Sergio Mangín
Sergio Alejandro Mangín (Neuquén, 28 de junio de 1973) es un deportista argentino que compitió en piragüismo en la modalidad de aguas tranquilas. Ganó tres medallas de bronce en los Juegos Panamericanos de 1995.

## Palmarés internacional
| Juegos Panamericanos | Juegos Panamericanos      | Juegos Panamericanos | Juegos Panamericanos |
| Año                  | Lugar                     | Medalla              | Competición          |
| -------------------- | ------------------------- | -------------------- | -------------------- |
| 1995                 | Mar del Plata (Argentina) | Medalla de bronce    | K1 500 m             |
| 1995                 | Mar del Plata (Argentina) | Medalla de bronce    | K2 500 m             |
| 1995                 | Mar del Plata (Argentina) | Medalla de bronce    | K4 1000 m            |